# Лінне (Великопольське воєводство)
Лінне (пол. Linne) — село в Польщі, у гміні Добра Турецького повіту Великопольського воєводства.
Населення — 263 особи (2011).
У 1975-1998 роках село належало до Конінського воєводства.

## Демографія
Демографічна структура станом на 31 березня 2011 року:
|          | Загалом | Допрацездатний вік | Працездатний вік | Постпрацездатний вік |
| -------- | ------- | ------------------ | ---------------- | -------------------- |
| Чоловіки | 134     | 29                 | 85               | 20                   |
| Жінки    | 129     | 23                 | 76               | 30                   |
| Разом    | 263     | 52                 | 161              | 50                   |